# Бурјатска митрополија
Бурјатска митрополија (рус. Бурятская митрополия) митрополија је Руске православне цркве.
Образована је одлуком Светог синода од 5. маја 2015, а налази се у оквиру граница Републике Бурјатије. У њеном саставу се налазе двије епархије: Улануденска и Сјевернобајкалска.